# Lampsilis perovalis
Lampsilis perovalis är en musselart som först beskrevs av Conrad 1834.  Lampsilis perovalis ingår i släktet Lampsilis och familjen målarmusslor. IUCN kategoriserar arten globalt som nära hotad. Inga underarter finns listade i Catalogue of Life.